# Herb gminy Ułęż
Herb gminy Ułęż – jeden z symboli gminy Ułęż.

## Wygląd i symbolika
Herb przedstawia na tarczy w polu czerwonym pół srebrnej lilii heraldycznej i pół złotego kwiatu kosaćca. 